# 최진호 (배우)
최진호(1968년 5월 26일 ~ )는 대한민국의 배우이다.

## 이력
1985년 고등학교 시절 유도 선수로 활약했고, 해외에서 10년간 배우와 광고 모델로 활동했다.

## 경력
- 2017년 한국농아인협회 홍보대사

## 출연

### 드라마
- 1996년 MBC 10부작 월화 미니시리즈 《화려한 휴가》
- 1997년 KBS2 수목 특별기획 드라마 《욕망의 바다》 ... 김 실장 역
- 1998년 MBC 목요 수사 드라마 《경찰청 사람들 - 알리바이의 함정 편》 ... 강택환 역
- 1998년 MBC 목요 수사 드라마 《경찰청 사람들 - 죽음의 사채 편》 ... 이길호 역
- 2003년 SBS 주말 미니시리즈 《태양의 남쪽》 ... 민 대리 역
- 2003년~2004년 MBC 월화 특별기획 드라마 《대장금》 ... 왜군조장 역
- 2003년~2004년 SBS 대하사극 《왕의 여자》 ... 송도 백성 역
- 2004년~2005년 MBC 일일연속극 《왕꽃 선녀님》 ... 가구매장 매니저 역
- 2004년~2005년 SBS 주말 특별기획 드라마 《토지》 ... 헌병대장 역
- 2007년 MBC 수목 미니시리즈 《개와 늑대의 시간》 ... 박 사장 역
- 2007년 MBC 수목 특별기획 드라마 《뉴하트》 ... 비서실장 역
- 2010년 MBC 주말연속극 《민들레 가족》
- 2011년 SBS 드라마스페셜 《시티헌터》 ... 허드슨 역
- 2011년 KBS2 주말연속극 《오작교 형제들》 ... 김 실장 역
- 2011년 JTBC 주말 특별기획 드라마 《인수대비》 ... 윤계겸 역
- 2012년 SBS 드라마스페셜 《유령》 ... 담사명 역
- 2013년 SBS 주말 미니시리즈 《돈의 화신》 ... 이관수 역
- 2013년 SBS 드라마스페셜 《상속자들》 ... 최동욱 역
- 2014년 SBS 드라마스페셜 《너희들은 포위됐다》 ... 협박범 역 (특별출연)
- 2014년 tvN 월화 미니시리즈 《라이어 게임》 ... 장철수 국장 역
- 2015년 KBS2 2부작 수목 미니시리즈 《고맙다, 아들아》 ... 장형준 역
- 2015년 KBS2 수목 미니시리즈 《어셈블리》 ... 조웅규 역
- 2015년 KBS2 월화 미니시리즈 《오 마이 비너스》 ... 민병욱 역
- 2016년 KBS2 월화 미니시리즈 《무림학교》 ... 소속사 대표 역 (특별출연)
- 2016년 SBS 주말 미니시리즈 《미세스 캅 2》 ... 백종식 역 (본작의 서브 빌런이자 중간 보스)
- 2016년 SBS 월화 특별기획 드라마 《대박》 ... 정희량 역
- 2016년 SBS 월화 미니시리즈 《낭만닥터 김사부》 ... 도윤완 역
- 2018년 tvN 주말 특별기획 드라마 《미스터 션샤인》 ... 이세훈 역
- 2018년 OCN 주말 미니시리즈 《라이프 온 마스》 ... 안민식 역
- 2019년 MBC 월화 미니시리즈 《아이템》 ... 이한길 역
- 2019년 tvN 수목 미니시리즈 《검색어를 입력하세요 WWW》
- 2019년 tvN 월화 미니시리즈 《60일, 지정생존자》 ... 김단 역
- 2019년 MBC 수목 미니시리즈 《어쩌다 발견한 하루》 ... 백대성 역
- 2020년 SBS 월화 미니시리즈 《낭만닥터 김사부 2》 ... 도윤완 역
- 2020년 tvN 월화 미니시리즈 《낮과 밤》 ... 손민호 역
- 2021년 JTBC 금토 미니시리즈 《괴물》 ... 한기환 역
- 2022 ~ 2023년 KBS1 저녁 일일연속극 《내 눈에 콩깍지》 ... 김창이 역
- 2022년 ENA 수목 미니시리즈 《사장님을 잠금해제》 ... 심승보 역
- 2023년 tvN 미니시리즈 《이번 생도 잘 부탁해》 ... 문정훈 역
- 2023년 SBS 금토드라마 《7인의 탈출》... 구강재 역
- 2024년 디즈니+ 오리지널 드라마 《로얄로더》... 강중모 역
- 2024년 SBS 금토드라마 《7인의 탈출 시즌2》... 구강재 역
- 2024년 tvN 월화드라마 《손해 보기 싫어서》… 복기호 역

#### 시트콤
- 2009년 MBC 일일시트콤 《지붕뚫고 하이킥!》 - 고등학교 영어교사, 현경과 보석의 모교 상현대학교 야구부 감독 역

#### 교양
- 2018년 SBS 《SBS 스페셜》 - 권력과 거짓말 - 내레이션 (2018.04.01)

#### 예능
- 2016년 MBC 《황금어장 라디오스타》 - 475회 (2016.04.27)
- 2017년 tvN 《현장토크쇼 택시》 - 461회 (2017.01.18)

### 영화
- 1998년 《토요일 오후 2시》 - 호텔 안내 역
- 2004년 《신석기 블루스》 - 째즈 까페 매니저 역
- 2005년 《안녕, 형아》 - 나영수 역
- 2005년 《태풍태양》 - CF PD 역
- 2006년 《사생결단》 - 창준 역
- 2006년 《Mr. 로빈 꼬시기》 - 마에다 중 역
- 2007년 《상사부일체》 - 기획실장 역
- 2008년 《마이 뉴 파트너》 - 박 검사 역
- 2008년 《트럭》 - 오가원 남편 역
- 2008년 《좋은 놈, 나쁜 놈, 이상한 놈》 - 총포점 주인 역
- 2008년 《달콤한 거짓말》 - 의사 역
- 2008년 《로맨틱 아일랜드》 - 면접관 역
- 2009년 《킬 미》 - 한준석 역
- 2009년 《백야행 - 하얀 어둠 속을 걷다》 - 김시후 역
- 2009년 《전우치》 - 양복대장 역
- 2010년 《채식주의자》 - 박 원장 역
- 2010년 《악마를 보았다》 - 기획국장 역
- 2011년 《도가니》 - 검사 역
- 2012년 《도둑들》 - 애꾸눈깔 역
- 2012년 《알투비: 리턴투베이스》 - 연합사령부 통제관 역
- 2013년 《더 테러 라이브》 - 이상진 앵커 역
- 2014년 《좋은 친구들》 - 이수 역
- 2015년 《강남 1970》 - 박승구 역
- 2016년 《날, 보러와요》 - 장형식 역
- 2016년 《엽기적인 그녀 2》 - 김 전무 역
- 2018년 《인랑》 - 박정기 비서실장 역
- 2019년 《언니》 - 박영춘 역 (본작의 진 최종 보스)
- 2020년 《오케이! 마담》 - 국정원장 역
- 2020년 《검객》 - 이목요 역
- 2021년 《제8일의 밤》- 인류학자 김준철 교수 역

### 광고
- 2004년 KTF
- 2004년 소니 플레이스테이션 2
- 2005년 풀무원
- 2006년 대신증권
- 2006년 미래에셋증권
- 2007년 쿠첸 리홈
- 2016년 한국담배인삼공사 정관장 369
- 2018년 빙그레 바나나맛우유